# Joachim Gaiser
Joachim „Daddes“ Gaiser (* 12. Dezember 1956 in Reutlingen; † 22. April 2004 ebenda) war ein deutscher Musiker, Moderator, Radioredakteur und Entertainer. In den 1980er Jahren wurde er als Mitglied der Band KIZ überregional bekannt, insbesondere durch den NDW-Hit Die Sennerin vom Königsee.

## Leben und Karriere
Gaiser wuchs in Betzingen, einem Stadtteil von Reutlingen, auf und zeigte bereits in jungen Jahren großes Interesse an Musik. 1973 gründete er die Schülerband „The Barbing Rocks“. Ab 1976 spielte er mit der Shakin' Daddes Band, die sich dem Rock ’n’ Roll, Rhythm and Blues und Pop verschrieben hatte. Mit dieser Formation absolvierte Gaiser über 600 Liveauftritte in Süddeutschland.
1982 gründete er zusammen mit Ulrich „James“ Herter, Thomas Dörr und Chutichai Indrasen die Band KIZ. Der Titel Die Sennerin vom Königsee, den Gaiser textete und Herter komponierte, wurde 1983 ein großer Erfolg und erreichte in Deutschland, Österreich und der Schweiz die Top 3.
Der Song war unter anderem in der ZDF-Hitparade zu sehen und ist heute ein typisches Beispiel für den augenzwinkernden Stil der Neuen Deutschen Welle.
Nach dem Rückzug von KIZ aus dem Musikgeschäft wandte sich Gaiser wieder regionalen Projekten zu. Er arbeitete von 1987 bis 2003 als Radiomoderator und Musikredakteur für verschiedene private Hörfunkstationen in Baden-Württemberg, und als Stadionsprecher beim VfB Stuttgart. Zudem schrieb er Theaterstücke und Musicals und war in der regionalen Kulturszene aktiv.

## Tod und Gedenken
Joachim Gaiser starb am 22. April 2004 im Alter von 47 Jahren an Lungenkrebs. Anlässlich seines 15. Todestags wurde im Betzinger Museum „Im Dorf“ eine Sonderausstellung mit dem Titel Daddes Gaiser – s’Herz klopft. Betzingen erinnert sich gezeigt.

## Diskografie (Auswahl)

### Mit KIZ
- 1982: Die Sennerin vom Königssee (Single)
- 1983: Reisefieber (Single)
- 1983: Vom Königssee in fremde Länder (Album)
- 1984: Wo sind meine Alpen (Single)
- 2003: Die Sennerin vom Königssee 2003 (feat. Lollies, Single)

### Mit Shakin' Daddes and the greedy Peacocks
- 1979: Motorbiene (Single)
- 1980: Dream of 62 (Single)
- 1981: Big Boys don't cry (Album)